# Des arbres et des fleurs
Pour plus de détails, voir Fiche technique et Distribution.
Des arbres et des fleurs ou Des fleurs et des arbres (Flowers and Trees) est le premier dessin animé en couleurs de la série Silly Symphonies, réalisé par Burt Gillett, produit par Walt Disney et sorti le 30 juillet 1932,.

## Synopsis
Au printemps, les arbres se réveillent. Deux jeunes arbres anthropomorphes, un garçon et une fille, entament une romance. Mais une vieille souche veut garder la jeune fille pour lui. Le vieil arbre moribond est repoussé par le jeune lors d'un duel. Pour se venger il met le feu à la forêt. Les flammes se lancent après les arbres et les fleurs. La souche se retrouve brûlée tandis qu'aidés par les oiseaux ayant percé des nuages, les fleurs et autres arbres sont sauvés des flammes. Seule celle de l'amour entre les deux jeunes arbres reste allumée.

## Fiche technique
- Titre original : Flowers and Trees
- Autres Titres[2] :
  -  Danemark : Blomster og træer
  -  France : Des arbres et des fleurs
  -  Suède : Blommor och träd, Morgonstämning
- Série : Silly Symphonies
- Réalisateur : Burt Gillett
- Voix : Marion Darlington, Esther Campbell
- Animateurs[3] :
  - Equipe principale : Jack King, Tom Palmer, Norman Ferguson, Dick Lundy, Les Clark
  - Equipe de David Hand : Charles Hutchinson, Hardie Gramatky, Fred Moore, Bill Mason, Joe D'Igalo, Frank Tipper, Hamilton Luske, Frank Kelling, Ed Love
- Producteur : Walt Disney
- Distributeur : United Artists
- Date de sortie : 30 juillet 1932[2]
- Autres dates[3] :
  - Annoncée : 30 juillet 1932
  - Dépôt de copyright : 7 septembre 1932
  - Première à Los Angeles : 15 au 29 juillet 1932 au Grauman's Chinese Theatre en première partie de Strange Interlude de Robert Z. Leonard
  - Première à New York : 1 au 7 septembre 1932 au Roxy en première partie de Down to Earth de David Butler
- Format d'image : Couleur (Technicolor)
- Son : Mono
- Musique[3]: Bert Lewis ou Frank Churchill
  - Extrait Kamenoi Ostrow (1850) d'Anton Rubinstein
  - Extrait de l'Ouverture de Ruy Blas (1839) de Felix Mendelssohn
  - Extrait de la Valse Bleue (1897) d'Alfred Margis
  - Extrait de la Marche funèbre (1849) de Frédéric Chopin
  - Extrait Le Roi des aulnes (Erlkönig, 1815) de Franz Schubert
  - Extrait de l'Ouverture de Guillaume Tell (1829) de Gioachino Rossini
  - Extrait The Campbells are coming (traditionnel)
  - Extrait de la Symphonie pastorale (1808) de Ludwig van Beethoven
  - Extrait de la Marche nuptiale d'un Songe d'une nuit d'été (1826) de Felix Mendelssohn
- Durée : 7 min 49 s
- Langue : (en)
- Pays :  États-Unis

## Distinctions
- Oscar du meilleur court métrage d'animation 1932

## Origine et production
Ce 29e court métrage de la série Silly Symphonies marque une étape dans l'animation chez Disney. Des arbres et des fleurs était déjà en production en noir et blanc lorsque Walt Disney assista aux tests de Herbert Kalmus sur la technologie Technicolor avec trois bandes de films (une par couleur). Walt décida alors que le film Des arbres et des fleurs serait un test parfait pour essayer le nouveau procédé. Malgré les réticences de Roy Disney, la version noir et blanc du film, déjà réalisée pour moitié, est alors abandonnée et détruite pour qu'être refaite en couleur à partir de zéro. Disney rejoint ainsi Alfred Hitchcock qui avait pris une décision similaire lors de la production du film muet Chantage (1929) pour y ajouter du son.
La première du film a lieu au Grauman's Chinese Theatre à Los Angeles en première partie de Strange Interlude de Robert Z. Leonard et Irving Thalberg avec Norma Shearer et Clark Gable, générant autant de commentaires par les critiques que ce long métrage.

## Analyse
Des arbres et des fleurs est avant tout un risque financier pris par le studio Disney car l'usage de la couleur est un procédé coûteux.

### Premier Oscar
Le film devient dès sa sortie un succès commercial et critique, recevant même le premier Oscar du meilleur court métrage d'animation, catégorie lancée en 1932, et premier oscar pour le studio Disney. Le studio obtient par la suite 7 oscars consécutifs dans cette catégorie. En raison de sa récompense aux Oscars, ce court métrage a été diffusé avec quatre autres Silly Symphonies dans la compilation Academy Award Review of Walt Disney Cartoons, sortie le 19 mai 1937.

### Usage du Technicolor
Sinyard ne retient que l'accomplissement technique. La couleur est utilisée de manière remarquable pas seulement pour décrire et évoquer mais aussi pour soutenir l'intensité des émotions, une des caractéristiques des productions Disney.
Cela incita Walt Disney à ne plus produire que des films en couleurs dans le cadre des Silly Symphonies. L'autre grande série de Disney à l'époque, Mickey Mouse, devra attendre quant à elle La Fanfare en 1935 pour passer à la couleur. Grâce à son accord d'exclusivité de deux ans avec Technicolor, Walt Disney contraignit les autres studios d'animations comme celui de son ancien collègue et ami Ub Iwerks ou celui de Max Fleischer à utiliser le procédé Cinecolor (version sur deux bandes du Technicolor), jusqu'à la fin de celle-ci au milieu des années 1930.

## Réutilisations
Comme indiqué, ce court métrage est inclus dans la compilation Academy Award Review of Walt Disney Cartoons, sortie le 19 mai 1937. Le film a été diffusé le 19 octobre 1955 dans l'émission Disneyland, dans un format écourté de 2 min 9 s.
Leonard Maltin commet une erreur en précisant qu'un extrait de Des arbres et des fleurs (1932) est présent dans le long métrage Les 101 Dalmatiens (1961) comme un programme de télévision. Comme l'indique Russel Merritt et J. B. Kaufman, c'est un extrait de Springtime (1929). La différence est confirmée par le fait que dans Des arbres et des fleurs il n'y aucune grenouille et que les marguerites sont beaucoup plus nombreuses.